# Aad Bak
Adrianus Johannes (Aad) Bak (Rotterdam, 18 juni 1926 – Schiedam, 16 januari 2009) was een Nederlands voetballer en trainer. Hij speelde voor Excelsior, BVC Rotterdam, Holland Sport en Feijenoord. Hij kwam eenmaal uit voor het Nederlands elftal.

## Loopbaan

### Beginjaren
Hij ging op zijn twaalfde jaar, op voorspraak van zijn oom en oud-speler Jo Bak, voetballen in de jeugd van Excelsior. Na de bevrijding maakte hij in oktober 1946 zijn opwachting als aanvaller in het eerste elftal. Op het einde van zijn debuutseizoen vertrok hij in juli 1947 naar Nederlands-Indië. Hij was de derde speler die Excelsior dat seizoen kwijtraakte om in Indonesië de militaire dienstplicht vervullen. Nol Braams en Lo Dörr waren in oktober 1946 vertrokken en beiden bleven ruim drie jaar weg.
Op het moment dat Bak de zeereis ondernam, speelde Excelsior nacompetitie om degradatie uit de Eerste klasse te voorkomen. Door de 1-0 winst in de beslissingswedstrijd tegen SVV op 13 juli 1947 handhaafde Excelsior zich. Een jaar volgde toch degradatie naar de Tweede klasse.

### Nederlands-Indië
Aad Bak was aanvankelijk gelegerd in Soerabaja op Oost-Java. Hij vertrok na enkele maanden naar het eiland Madura. Daar liep hij malaria op en moest in een hospitaal worden opgenomen. Het clubblad Excelsiorkroniek hield het thuisfront op de hoogte van de gebeurtenissen in Nederlands-Indië.
Hij voetbalde in het landmachtelftal en won met volleybal de beker van Madura. Ook deed hij als sprinter mee aan atletiekwedstrijden.
Hij werd later aangesteld als sportinstructeur. Eind maart 1950 keerde hij met het schip de Waterman terug in Nederland. Hij miste drie volledige competities.

### Terug in Eerste klasse
Excelsior slaagde in het vierde seizoen in de Tweede klasse erin het kampioenschap te grijpen. De club moest nacompetitie spelen om terug te keren in de Eerste klasse. Excelsior en Helmondia waren samen bovenaan geëindigd in de poule. Ze moesten op 22 juni 1952 een beslissingswedstrijd spelen op het terrein van NAC in Breda. Aad Bak was de matchwinnaar want hij scoorde de enige treffer (1-0) waardoor Excelsior promoveerde.

### Profvoetbal
Hij kwam twee jaar voor Excelsior uit in de hoogste klasse. Hij verliet de club in de zomer van 1954 samen met teamgenoot Henk Schouten om profvoetballer te worden bij BVC Rotterdam in de 'wilde' competitie van de NBVB.
Na de fusie in november 1954 tussen de voetbalbonden NBVB en KNVB stapte hij over naar Holland Sport. Deze nieuwe club ontstond door de samenvoeging van BVC Den Haag en BVC Rotterdam. Hij speelde als middenvelder alle 26 competitieduels. Holland Sport bezette de gehele competitie de toppositie in de Eerste klasse A. Uitgerekend op de laatste wedstrijddag verspeelde de club het kampioenschap door het 1-3 verlies tegen concurrent NAC.

### Feijenoord
Bak vertrok daarop samen met Tinus Osterholt en Henk Schouten naar Feijenoord. Vier seizoenen was hij een vaste waarde op het Rotterdamse middenveld. Vanaf het seizoen 1959/60 kreeg hij een rol als reserve. Hij beëindigde op 36-jarige leeftijd zijn voetballoopbaan. Hij nam afscheid in 1962 toen Feijenoord voor de tweede keer op rij landskampioen werd.

### International
Hij kwam eenmaal uit voor het Nederlands elftal. Op 6 juni 1956, twaalf dagen voor zijn 30e verjaardag, stond hij opgesteld in de met 3-2 gewonnen wedstrijd tegen Saarland.
In de periode voor zijn debuut in Oranje speelde hij vier interlands voor Nederland–B.

### Trainer
Nadat hij was gestopt als profvoetballer, werd hij trainer. Hij begon als assistent bij Hermes DVS. Daarna was hij werkzaam in het amateurvoetbal in de regio Rijnmond. Hij stopte als hoofdtrainer in 1983 maar bleef daarna nog enkele jaren actief als jeugdtrainer bij VOC.
Hij overleed in 2009 op 82-jarige leeftijd.

## Interlands
| Interlands van Aad Bak voor Nederland | Interlands van Aad Bak voor Nederland | Interlands van Aad Bak voor Nederland | Interlands van Aad Bak voor Nederland | Interlands van Aad Bak voor Nederland | Interlands van Aad Bak voor Nederland | Interlands van Aad Bak voor Nederland |
| №                                     | Datum                                 | Wedstrijd                             | Uitslag                               | Competitie                            | Goals                                 | Assists                               |
| Als speler van Feijenoord             | Als speler van Feijenoord             | Als speler van Feijenoord             | Als speler van Feijenoord             | Als speler van Feijenoord             | Als speler van Feijenoord             | Als speler van Feijenoord             |
| ------------------------------------- | ------------------------------------- | ------------------------------------- | ------------------------------------- | ------------------------------------- | ------------------------------------- | ------------------------------------- |
| 1.                                    | 6 juni 1956                           | Nederland – Saarland                  | 3 – 2                                 | Vriendschappelijk                     | 0                                     | 0                                     |

## Clubstatistieken
| Seizoen | Club                                       | Land                                       | Competitie                                 | Competitie                                 | Competitie                                 | Beker                                      | Beker                                      | Internationaal                             | Internationaal                             | Overig                                     | Overig                                     | Totaal                                     | Totaal                                     |
| Seizoen | Club                                       | Land                                       | Competitie                                 | Wed.                                       | Dlp.                                       | Wed.                                       | Dlp.                                       | Wed.                                       | Dlp.                                       | Wed.                                       | Dlp.                                       | Wed.                                       | Dlp.                                       |
| ------- | ------------------------------------------ | ------------------------------------------ | ------------------------------------------ | ------------------------------------------ | ------------------------------------------ | ------------------------------------------ | ------------------------------------------ | ------------------------------------------ | ------------------------------------------ | ------------------------------------------ | ------------------------------------------ | ------------------------------------------ | ------------------------------------------ |
| 1946/47 | Excelsior                                  | Nederland                                  | Eerste klasse West II                      | 16                                         | 5                                          | –                                          | 0                                          | 0                                          | 0                                          | 2                                          | 0                                          | 18                                         | 5                                          |
| 1947/48 | Militaire dienstplicht in Nederlands-Indië | Militaire dienstplicht in Nederlands-Indië | Militaire dienstplicht in Nederlands-Indië | Militaire dienstplicht in Nederlands-Indië | Militaire dienstplicht in Nederlands-Indië | Militaire dienstplicht in Nederlands-Indië | Militaire dienstplicht in Nederlands-Indië | Militaire dienstplicht in Nederlands-Indië | Militaire dienstplicht in Nederlands-Indië | Militaire dienstplicht in Nederlands-Indië | Militaire dienstplicht in Nederlands-Indië | Militaire dienstplicht in Nederlands-Indië | Militaire dienstplicht in Nederlands-Indië |
| 1948/49 | Militaire dienstplicht in Nederlands-Indië | Militaire dienstplicht in Nederlands-Indië | Militaire dienstplicht in Nederlands-Indië | Militaire dienstplicht in Nederlands-Indië | Militaire dienstplicht in Nederlands-Indië | Militaire dienstplicht in Nederlands-Indië | Militaire dienstplicht in Nederlands-Indië | Militaire dienstplicht in Nederlands-Indië | Militaire dienstplicht in Nederlands-Indië | Militaire dienstplicht in Nederlands-Indië | Militaire dienstplicht in Nederlands-Indië | Militaire dienstplicht in Nederlands-Indië | Militaire dienstplicht in Nederlands-Indië |
| 1949/50 | Militaire dienstplicht in Nederlands-Indië | Militaire dienstplicht in Nederlands-Indië | Militaire dienstplicht in Nederlands-Indië | Militaire dienstplicht in Nederlands-Indië | Militaire dienstplicht in Nederlands-Indië | Militaire dienstplicht in Nederlands-Indië | Militaire dienstplicht in Nederlands-Indië | Militaire dienstplicht in Nederlands-Indië | Militaire dienstplicht in Nederlands-Indië | Militaire dienstplicht in Nederlands-Indië | Militaire dienstplicht in Nederlands-Indië | Militaire dienstplicht in Nederlands-Indië | Militaire dienstplicht in Nederlands-Indië |
| 1950/51 | Excelsior                                  | Nederland                                  | Tweede klasse A West II                    | 14                                         | 4                                          | –                                          | 0                                          | 0                                          | 0                                          | 0                                          | 0                                          | 14                                         | 4                                          |
| 1951/52 | Excelsior                                  | Nederland                                  | Tweede klasse B West II                    | 11                                         | 1                                          | –                                          | 0                                          | 0                                          | 0                                          | 5                                          | 2                                          | 16                                         | 3                                          |
| 1952/53 | Excelsior                                  | Nederland                                  | Eerste klasse C                            | 22                                         | 9                                          | –                                          | 0                                          | 0                                          | 0                                          | 0                                          | 0                                          | 22                                         | 9                                          |
| 1953/54 | Excelsior                                  | Nederland                                  | Eerste klasse D                            | 26                                         | 2                                          | –                                          | 0                                          | 0                                          | 0                                          | 0                                          | 0                                          | 26                                         | 2                                          |
| 1954/55 | Rotterdam                                  | Nederland                                  | NBVB (afgebroken)                          | 11                                         | 0                                          | –                                          | 0                                          | 0                                          | 0                                          | 0                                          | 0                                          | 11                                         | 0                                          |
| 1954/55 | Holland Sport                              | Nederland                                  | Eerste klasse A                            | 26                                         | 0                                          | –                                          | 0                                          | 0                                          | 0                                          | 0                                          | 0                                          | 26                                         | 0                                          |
| 1955/56 | Feijenoord                                 | Nederland                                  | Hoofdklasse B                              | 32                                         | 8                                          | –                                          | 0                                          | 0                                          | 0                                          | 0                                          | 0                                          | 32                                         | 8                                          |
| 1956/57 | Feijenoord                                 | Nederland                                  | Eredivisie                                 | 30                                         | 2                                          | 6                                          | 4                                          | 0                                          | 0                                          | 0                                          | 0                                          | 36                                         | 6                                          |
| 1957/58 | Feijenoord                                 | Nederland                                  | Eredivisie                                 | 32                                         | 0                                          | 6                                          | 0                                          | 0                                          | 0                                          | 0                                          | 0                                          | 38                                         | 0                                          |
| 1958/59 | Feijenoord                                 | Nederland                                  | Eredivisie                                 | 32                                         | 1                                          | –                                          | 0                                          | 0                                          | 0                                          | 0                                          | 0                                          | 32                                         | 1                                          |
| 1959/60 | Feijenoord                                 | Nederland                                  | Eredivisie                                 | 2                                          | 0                                          | –                                          | 0                                          | 0                                          | 0                                          | 0                                          | 0                                          | 2                                          | 0                                          |
| 1960/61 | Feijenoord                                 | Nederland                                  | Eredivisie                                 | 0                                          | 0                                          | 1                                          | 0                                          | 0                                          | 0                                          | 0                                          | 0                                          | 1                                          | 0                                          |
| 1961/62 | Feijenoord                                 | Nederland                                  | Eredivisie                                 | 5                                          | 0                                          | –                                          | 0                                          | 0                                          | 0                                          | 0                                          | 0                                          | 5                                          | 0                                          |
| Totaal  | Totaal                                     | Totaal                                     | Totaal                                     | 259                                        | 32                                         | 13                                         | 4                                          | 0                                          | 0                                          | 7                                          | 2                                          | 279                                        | 38                                         |